# Centro de Estudos Sociais da América Latina (CES/AL)
O Centro de Estudos Sociais América Latina (CES/AL) nasceu de um profícuo diálogo entre pesquisadores do CES-Coimbra (Portugal), da UFMG (Minas Gerais- Brasil) e de outras localidades do Brasil e da América Latina.
Um dos objetivos do Centro de Estudos é estabelecer um diálogo com diferentes saberes através de pesquisadores com formação interdisciplinar e internacionalizada. O desafio desses pesquisadores é o de desenvolver parâmetros teórico-metodológicos, analíticos e epistemológicos compatíveis com a diversidade sócio-cultural-econômica e política latino-americana. Para isto, aspira-se estabelecer dinâmicas de colaboração e iniciativas conjuntas com outros centros de pesquisa da América Latina e da África, favorecendo o diálogo e a colaboração mútua entre esses pesquisadores.
O CES-AL inicia o seu trabalho a partir de algumas áreas temáticas cuja produção poderá ter impacto na realidade social brasileira e latino-americana. O esforço é o de dar a contrapartida necessária para que as iniciativas ocorram de fato em formato de intercâmbio e colaboração institucional. Um grande desafio para o CES/AL é o de continuar a vocação inicial de algumas das iniciativas do CES-Coimbra, como a Universidade Popular dos Movimentos Sociais e o Observatório de Justiça, de modo a ultrapassar os limites da academia e dialogar com as práticas e os saberes promovidos em outros ambientes.